# Honigberg (Calvörde)
Der Honigberg ist eine 63,5 m ü. NHN hohe Erhebung nahe Zobbenitz. Er liegt im Gemeindegebiet von Calvörde im sachsen-anhaltischen Landkreis Börde.
Der Honigberg erhebt sich in der Gemarkung von Calvörde etwa 1,5 km nördlich von Zobbenitz mit dem östlich davon gelegenen Dorf Klüden. Westlich der bewaldeten Erhebung befinden sich die Salchauer Wiesen und östlich liegt der Kuhberg.